# Kernkraftwerk Virgil C. Summer
Das Kernkraftwerk Virgil C. Summer liegt bei Jenkinsville, einer Stadt im Fairfield County, 32 Kilometer nordwestlich von Columbia, der Hauptstadt von South Carolina. Es wurde nach dem ehemaligen Vorstandsvorsitzendem von South Carolina Electric & Gas (SCE&G) benannt.
Die Anlage besitzt einen Westinghouse-Druckwasserreaktor mit einer Nettoleistung von knapp 1 GW und begann 1984 den kommerziellen Betrieb. Sie verwendet Kühlwasser aus dem Monticello-Stausee. Der Reaktor wurde generalüberholt und erhielt im April 2004 eine Verlängerung der Betriebslizenz von 2022 auf 2042.
Etwa zwei Drittel (66,7 %) der Anlage gehören dem Betreiber Dominion Energy, da die Muttergesellschaft Scana des bisherigen Betreibers SCE&G 2018 von diesem übernommen wurde. Die verbleibenden 33,3 % gehören der South Carolina Public Service Authority (Santee Cooper).
Im Dezember 2016 wurde bekannt, dass auch Virgil C. Summer vom Creusot-Forge-Skandal um gefälschte Zertifikate betroffen ist. Teile des Dampferzeugers stammen von der belasteten Areva-Tochter.
Im August 2023 beantragte Dominion Energy für Block 1 eine weitere Verlängerung der Betriebslizenz von 2042 auf das Jahr 2062, deren Erteilung Stand März 2024 von der Aufsichtsbehörde geprüft wird.

## Unvollendeter Neubau zweier Blöcke

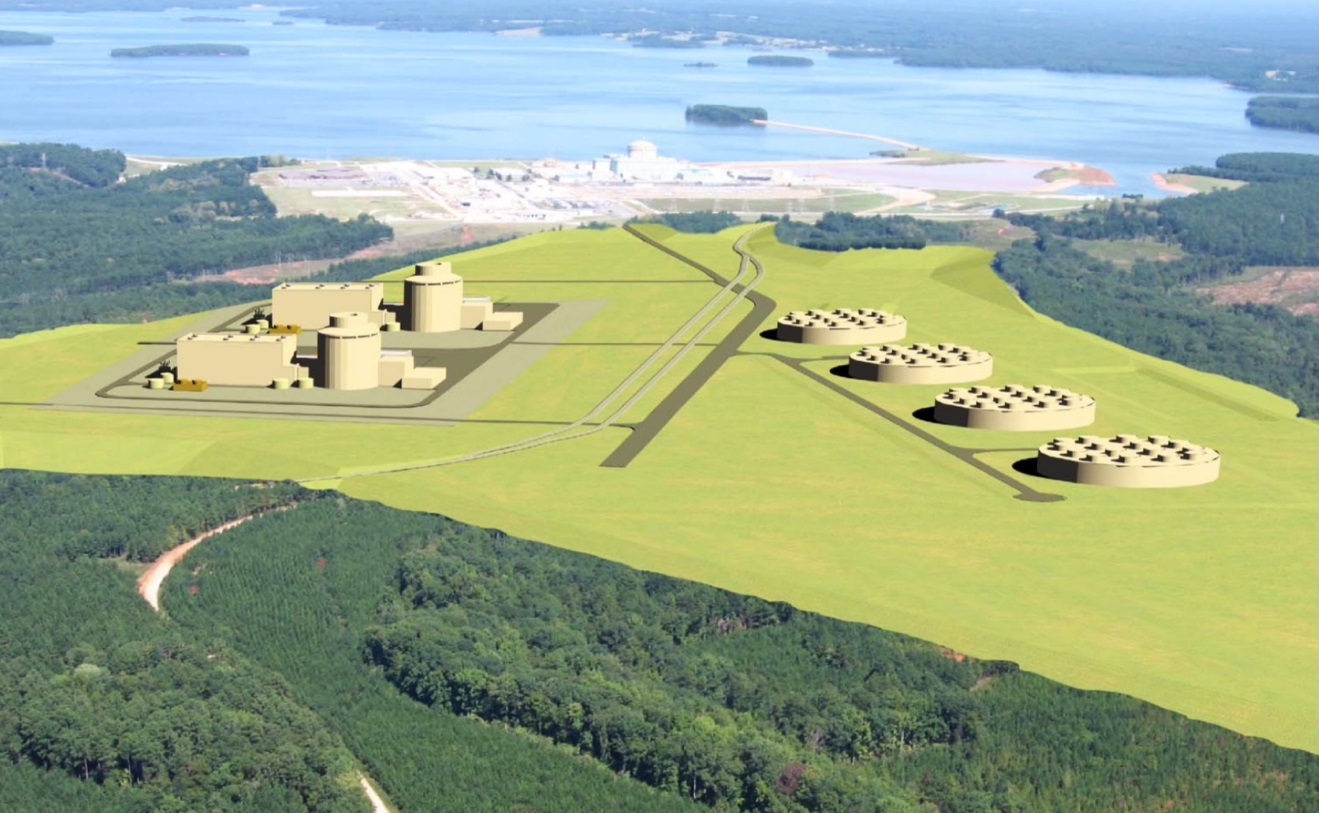
Künstlerische Darstellung der neuen AP1000-Einheiten.

Der Bau eines zweiten und dritten Reaktors wurde 2006 bei der Nuclear Regulatory Commission (NRC) beantragt. Die Eigner planten einen Westinghouse-Reaktor vom Typ AP1000. Im Januar 2010 wurden Genehmigungen zum Bau und Betrieb von insgesamt 14 Reaktoren an 7 Standorten vergeben, unter anderem Virgil C. Summer.
2013 wurde der Bau der beiden Reaktoren begonnen; die Fertigstellung war für 2019 und 2022 geplant. Im Februar 2017 verschob Westinghouse den Termin für die Inbetriebnahme auf Dezember 2020.
Ende März 2017 wurde Westinghouse-Nuclear von Toshiba in die Insolvenz geschickt, ein Grund der finanziellen Schwierigkeiten waren die Kostenüberschreitungen bei den Neubauprojekten VC Summer und Vogtle.
Ende Juli 2017 machten die Betreiber des Kraftwerks publik, dass die Fertigstellung der beiden in Bau befindlichen Reaktoren ausgesetzt wurde, weil sich eine Fertigstellung nicht rechnen würde. Die Baukosten wurden zu diesem Zeitpunkt mit mehr als 25 Mrd. Dollar beziffert (ursprünglich geplant waren 11,5 Mrd. Dollar), bei dem fortgeführten Projekt Vogtle erhöhten sich Stand Juni 2023 die Kosten weiter auf knapp 35 Mrd. $. Das Unternehmen Santee Cooper, das mit 45 % am Kraftwerk beteiligt ist, gab an, dass seine anteiligen Baukosten von ursprünglich geplanten 5,1 Mrd. Dollar auf 11,4 Mrd. Dollar angestiegen seien. Durch Abbruch der Bauarbeiten könnten die Kunden des Unternehmens gegenüber der Fertigstellung der Blöcke rund 7 Mrd. Dollar einsparen. Bis 2021 hätte das Kraftwerk steuerliche Vergünstigungen nutzen können, die von der Regierung Bush für den Bau neuer Kernkraftwerke eingeführt worden waren. 2017 erschien eine Inbetriebnahme der Blöcke bis 2021 aber nicht mehr erreichbar zu sein. Zuvor war bereits eine mit 1,4 Mrd. Dollar bezifferte öffentliche Umlage auf die Tarifkunden eingeführt worden, um die Fertigstellung zu ermöglichen.
Als der Bau aufgegeben wurde, war er zu etwa 40 Prozent fertiggestellt und neun Milliarden US-Dollar waren ausgegeben.
SCE&G wollte 3,3 Milliarden Dollar der Kosten des aufgegebenen Neubaus auf seine Kunden umlegen, dagegen wurde prozessiert, im Laufe des Gerichtsprozesses entschied der Richter, einen bisher geheimgehaltenen Bericht von Bechtel über das Projekt als Beweis zuzulassen. Am 7. Oktober 2021
wurde Kevin B. Marsh, ehemaliger Scana-CEO wegen Betrug zu Lasten der Kunden des Stromversorgers im Zusammenhang mit dem gescheiterten Neubau in Summer zu zwei Jahren Gefängnis verurteilt.
 Westinghouses ehemaliger Senior Vice President wurde im August 2021 wegen des Projekts angeklagt, im Juli 2022 lief das Verfahren noch, der ehemalige SCANA Executive Vice President Stephen Byrne und der ehemalige Westinghouse Vice President Carl Churchman haben sich bereits schuldig bekannt.
Eine Wiederaufnahme des Baus wird für die beiden unvollendeten Blöcke derzeit (Stand Mai 2025) angestrebt.

## Daten der Reaktorblöcke
| Reaktorblock       | Reaktortyp         | Netto- leistung | Brutto- leistung | Baubeginn  | Netzsyn- chronisation | Kommer- zieller Betrieb | Abschal- tung  |
| ------------------ | ------------------ | --------------- | ---------------- | ---------- | --------------------- | ----------------------- | -------------- |
| Virgil C. Summer-1 | Druckwasserreaktor | 973 MW          | 1006 MW          | 21.03.1973 | 16.11.1982            | 01.01.1984              | (2042 geplant) |
| Virgil C. Summer-2 | Druckwasserreaktor | 1117 MW         | 1250 MW          | 09.03.2013 | Bau abgebrochen       |                         |                |
| Virgil C. Summer-3 | Druckwasserreaktor | 1117 MW         | 1250 MW          | 02.11.2013 | Bau abgebrochen       |                         |                |

## Sonstiges
Der von 1964 bis 1966 in der Nähe betriebene Schwerwasser-Versuchsreaktor Carolinas-Virginia Tube Reactor (CVTR) wird seit 2007 abgerissen.